# Mukesh Khatri
Mukesh Khatri (ur. 8 października 1982) – indyjski zapaśnik walczący w stylu klasycznym. Olimpijczyk z Aten 2004, gdzie zajął dwudzieste pierwsze miejsce w kategorii 55 kg. Trzykrotny uczestnik mistrzostw świata, piąty w 2001. Piąty na igrzyskach azjatyckich w 2002. Brązowy medalista mistrzostw Azji w 2005. Trzeci na mistrzostwach Wspólnoty Narodów w 2005 i na MŚ juniorów w 2001. Mistrz Azji juniorów z 2002 roku.	
- Turniej w Atenach 2004

Przegrał z Dariuszem Jabłońskim i Rosjaninem Giejdarem Mamiedalijewem.